# 28603 Jenkins
28603 Jenkins è un asteroide della fascia principale. Scoperto nel 2000, presenta un'orbita caratterizzata da un semiasse maggiore pari a 2,5198798 UA e da un'eccentricità di 0,1026483, inclinata di 2,54234° rispetto all'eclittica.